# Rudi Istenič
Rudi Istenič (ur. 10 stycznia 1971 w Kolonii) – słoweński piłkarz grający na pozycji pomocnika.
Był piłkarzem następujących klubów: Bayer Dormagen (1988–1992), Fortuna Düsseldorf (1992–1993 i 1995–1999), SV Straelen (1992–1995), KFC Uerdingen 05 (1999–2001), Eintracht Brunszwik (2001–2003), KSV Hessen Kassel (2003–2004), Eintracht Baunatal (2004–2005) i SV Siegfried Materborn 1927 (2005–2006).
W reprezentacji Słowenii zadebiutował 6 września 1997 w przegranym 0:3 meczu z Grecją. Wraz z reprezentacją wystąpił na Euro 2000. Na Euro 2000 pełnił rolę rezerwowego i nie zagrał w żadnym meczu. Ostatni raz w reprezentacji zagrał 23 lutego 2000 w wygranym 4:0 towarzyskim meczu z Omanem.